# Addizione Erculea
Addizione Erculea je območje urbane širitve, ki je nastala leta 1492 s širitvijo obzidanih mestnih meja Ferrare v Italiji. Slovi kot primer renesančnega urbanističnega načrtovanja.
Srednjeveško mesto Ferrara, obdano z obzidjem, je bilo geografsko omejeno od širitve proti jugu z odcepom delte reke Pad. Leta 1450 je prejšnji vojvoda Borso d'Este (1450) nekoliko povečal mesto proti jugu s pridobljeno zemljo z rečnih bregov.
Vendar pa je Ercole I. d'Este trpel zaradi napadov in obleganj iz Benetk na severu in Papeških držav na jugu. Leta 1492 je Ercole I. d'Este naročil načrte arhitektu Biagiu Rossettiju za urbano širitev severno od mesta, da bi prilagodil rastoče mesto in ustvaril bolj zastrašujočo mestno trdnjavo, ki bi vzdržala obleganje. Obzidje na tej meji je sovpadalo s severnim bokom Castello Estense. Te stene so bile porušene in zasut jarek, sedanji Corso Giovecca. Za razliko od gostih naključnih poti srednjeveškega središča je Addizione ustvaril glavno cesto vzhod-zahod (analogno Decumanus Maximus), ki jo zdaj predstavlja Corso Porta Po, Biagio Rosetti in Porta Mare; in ulico sever-jug (analogna Cardo Maximus), ki jo predstavlja zdaj Corso Ercole I. d'Este, ki se loči od Castello.
Addizione je več kot podvojil velikost obzidanega mesta in vključeval območja za pridelavo in zasebne parke (zdaj obsegata pokopališče Certosa in judovsko pokopališče). Med stavbami, ki so bile postavljene v naslednjih desetletjih in stoletjih v tem sektorju, so bile Palazzina di Marfisa d'Este, cerkev Santa Chiara, Palazzo Roverella; Palazzo Prosperi-Sacrati; cerkev Teatini; cerkev San Carlo in Teatro Comunale iz 17. stoletja.
Obzidje Ferrare je nekoč obsegalo 13 kilometrov, približno 9 kilometrov še vedno stoji, predvsem severno in vzhodno od mesta. Porta degli Angeli je bil prvotni severni vhod v Addizione Erculea.